# Cassie Steele

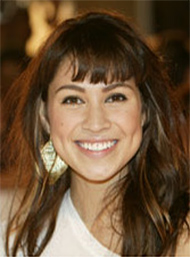
Cassie Steele (2007)

Cassandra Rae Steele (* 2. Dezember 1989 in Toronto, Ontario) ist eine kanadische Schauspielerin und Singer-Songwriterin.

## Leben
Cassandra Rae Stelle begann bereits in jungen Jahren mit dem Erlernen von Ballett, Jazz Dance und Gesang. Sie spielte in mehrere Werbespots mit und kam dadurch mit der Schauspielerei in Berührung. So spielte sie im Alter von 11 Jahren die junge Sydney Fox in einer Folge der Fernsehserie Relic Hunter – Die Schatzjägerin. Sydney Fox ist die Figur der Hauptdarstellerin Tia Carrere. Außerdem wurde sie im selben Jahr für die Fernsehserie Degrassi als philippinische Manny Santos gecastet. Sie spielte diese Rolle von 2001 bis 2010 in über 193 Folgen. Parallel dazu startete sie mit ihrem 2005 veröffentlichten Album im Stile des Grunge eine Musikkarriere. Mit Destruco Doll (2009) und Shifty (2012) sind seitdem zwei weitere Alben veröffentlicht worden.

## Diskografie (Auswahl)
- 2005: How Much for Happy
- 2009: Destructo Doll
- 2012: Shifty

## Filmografie (Auswahl)
- 2001–2010: Degrassi: The Next Generation (Fernsehserie, 193 Folgen)
- 2001: Relic Hunter – Die Schatzjägerin (Relic Hunter, Fernsehserie, eine Folge)
- 2003: Full-Court Miracle (Fernsehfilm)
- 2004: Doc (Fernsehserie, eine Folge)
- 2005: Jay and Silent Bob Do Degrassi
- 2006: Super Sweet 16: The Movie
- 2007: The Best Years: Auf eigenen Füßen (The Best Years, Fernsehserie, drei Folgen)
- 2008: Degrassi Spring Break Movie (Fernsehfilm)
- 2008: Instant Star (Fernsehserie, fünf Folgen)
- 2009: Degrassi Goes Hollywood (Fernsehfilm)
- 2010: Mein Babysitter ist ein Vampir – Der Film (My Babysitter's a Vampire)
- 2010: Degrassi Takes Manhattan (Fernsehfilm)
- 2012: The L.A. Complex (Fernsehserie, 19 Folgen)
- 2014: A Surrogate's Terror (Sorority Surrogate, Fernsehfilm)
- 2014: The Dorm (Fernsehfilm)
- seit 2014: Rick and Morty (Fernsehserie, Stimme von Tammy)
- 2015: Zombie Shark – The Swimming Dead (Zombie Shark)
- 2016: Twist of Fate (Fernsehfilm)
- 2017: Mississippi River Sharks (Fernsehfilm)
- 2019: Paint It Red